# Campylocera proxima
Campylocera proxima är en tvåvingeart som beskrevs av Seguy 1933. Campylocera proxima ingår i släktet Campylocera och familjen Pyrgotidae.
Artens utbredningsområde är Moçambique. Inga underarter finns listade i Catalogue of Life.